# Orientliljor
Orientliljor (Lilium Orient-Gruppen) är en grupp i familjen liljeväxter och består av ett hybridkomplex med gullbandslilja (L. auratum), L. japonicum, skär trumpetlilja (L. rubellum), praktlilja (L. speciosum), orangelilja (L. henryi) m.fl. asiatiska arter. 
Det svenska namn motsvarar grupp 7 (Oriental Hybrids) i International Lily Register.

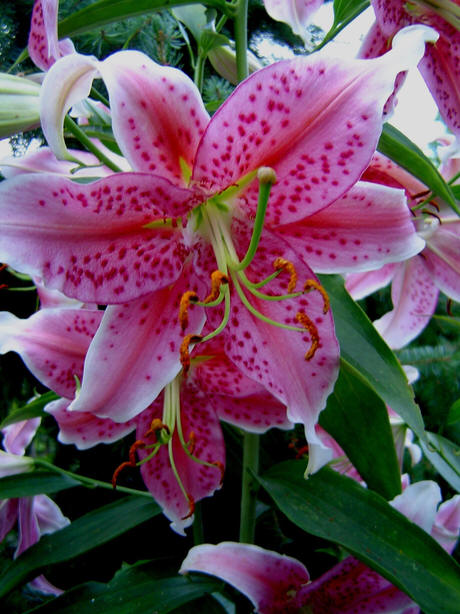
'Liesma'
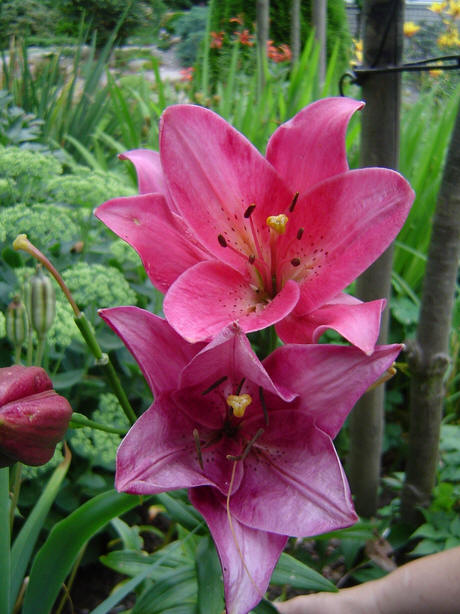
'Matchwinner'
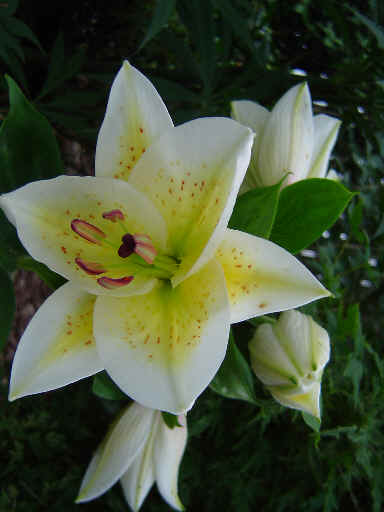
'Rascal Momentum'
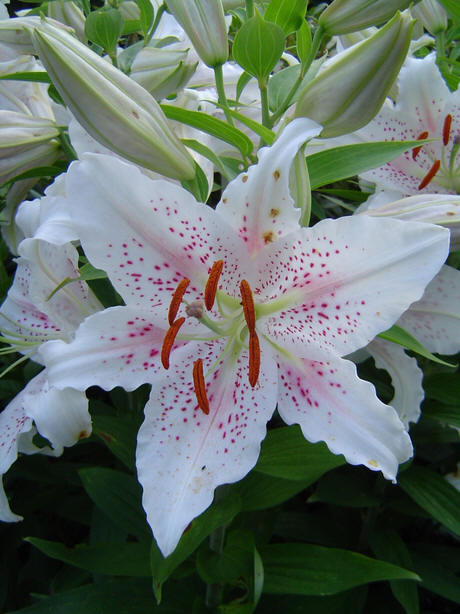
'Muscadet'
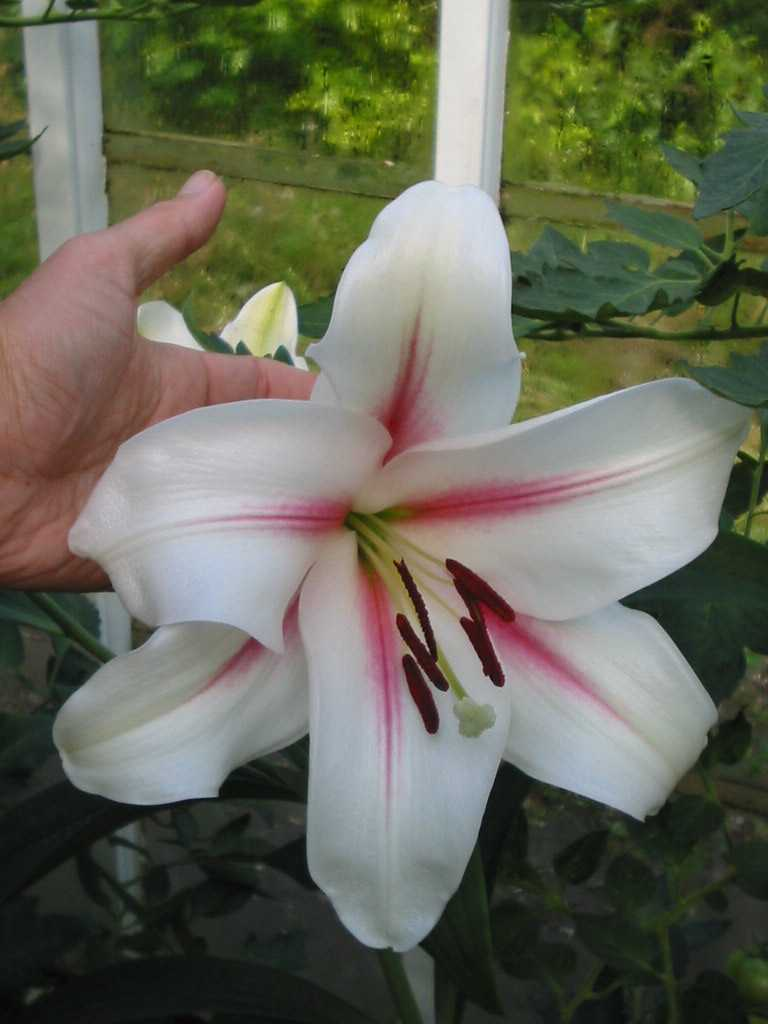
'Sea Treasure'
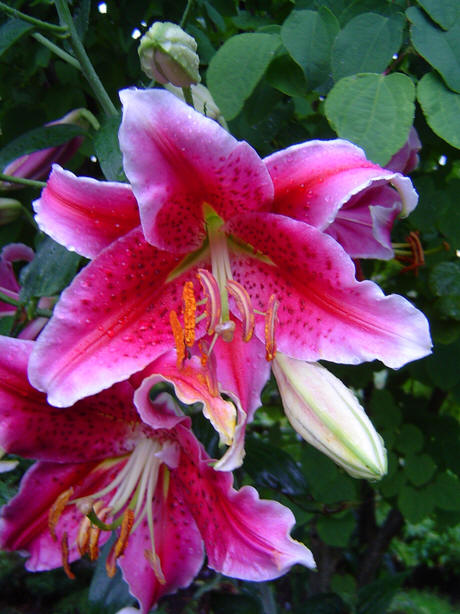
'Stargazer'
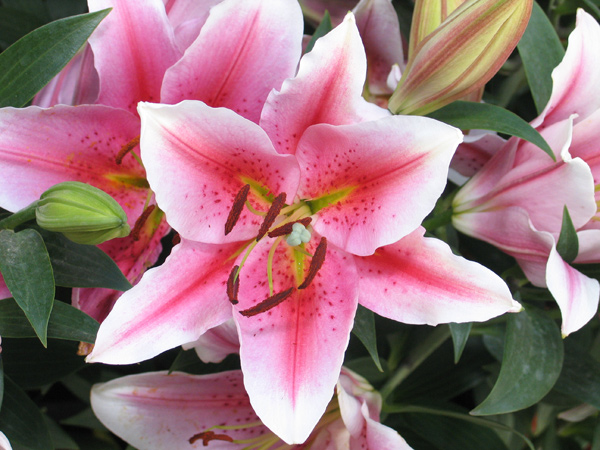
'Tiber'
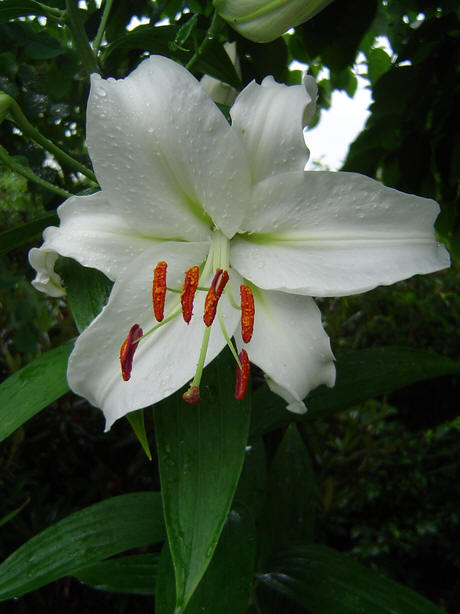
'Universe'